# Arbeitsgericht Wetzlar

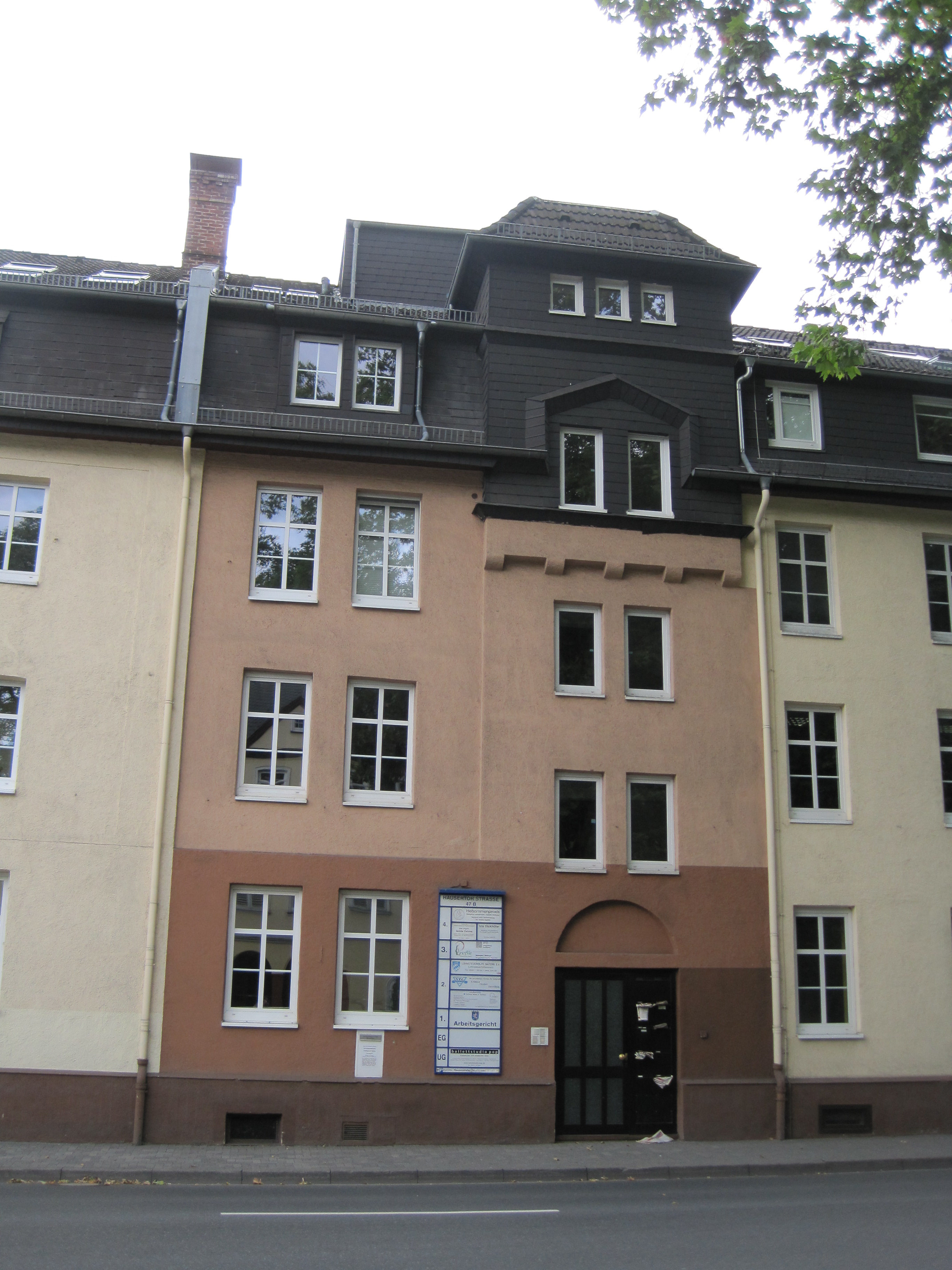
Gerichtsgebäude

Das Arbeitsgericht Wetzlar war ein Gericht der Arbeitsgerichtsbarkeit eines der ehemals zwölf hessischen Arbeitsgerichte.

## Geschichte
Gemäß Arbeitsgerichtsgesetz vom 23. Dezember 1926 wurden in Deutschland Arbeitsgerichte gebildet. Diese waren nur in der ersten Instanz unabhängig, die Landesarbeitsgerichte waren den Landgerichten zugeordnet. Am Landgericht Frankfurt am Main entstand so 1927 das Landesarbeitsgericht Frankfurt am Main als einziges Landesarbeitsgericht im Bezirk des Oberlandesgerichtes Frankfurt am Main. In Limburg entstand das Arbeitsgericht Limburg. Sein Sprengel umfasste den Bezirke der Amtsgerichte Braunfels, Ehringshausen, Weilburg und Wetzlar. Es bestand eine gemeinsame Kammer für Arbeiter und Angestellte sowie eine Kammer für Handwerk. Gemäß Kontrollratsgesetz 21 vom 30. März 1946 sollten in Deutschland Arbeitsgerichte aufgebaut werden. Für das Groß-Hessen entstand 1946 das Hessische Landesarbeitsgericht, ebenfalls in Frankfurt am Main, in Limburg wurde das Arbeitsgericht Wetzlar wieder errichtet.
Das Arbeitsgericht Wetzlar wurde zum 31. Dezember 2011 geschlossen. Ab dem 1. Januar 2012 ist das Arbeitsgericht Gießen für die ehemals Wetzlarer Fälle zuständig.

## Gerichtssitz und -bezirk
Das Gericht hatte seinen Sitz in Wetzlar in der Hausertorstraße 47b.
Das Arbeitsgericht Wetzlar war örtlich zuständig für Rechtsstreitigkeiten aus den Amtsgerichtsbezirken Dillenburg und Wetzlar.
Die sachliche Zuständigkeit ergibt sich aus dem Arbeitsgerichtsgesetz.

## Übergeordnete Gerichte
Dem Gericht waren das Hessische Landesarbeitsgericht und im weiteren Rechtszug das Bundesarbeitsgericht übergeordnet.